# Eugenio Gualdi
Eugenio Gualdi (Torino, 25 aprile 1884 – Roma, 1º aprile 1973) è stato un imprenditore e dirigente sportivo italiano.
È stato il decimo presidente della Società Sportiva Lazio, Presidente Generale della Polisportiva biancoceleste e direttore generale prima, e presidente poi, della Società Generale Immobiliare.

## Biografia
Il 30 dicembre 1933 l'Ingegner Eugenio Gualdi fu eletto presidente della S.S. Lazio, nonché Presidente Generale della Polisportiva biancoceleste. Ebbe il merito di acquistare il bomber Silvio Piola, insieme a numerosi altri elementi, su tutti il difensore Ferraris IV, i centrocampisti Blason e Viani, oltre all'attaccante italo-brasiliano Filò Guarisi.
Nel 1936 lasciò la carica presidenziale della sezione calcistica ad Erberto Vaselli, e il 29 aprile 1938, a causa di una lotta intestina con alcuni dirigenti biancocelesti, tenendo fede al suo carattere rigoroso, Gualdi si dimise da Presidente Generale, sostituito da Raffaello Riccardi, salvo poi tornare in società nel secondo dopoguerra in veste di consigliere della sezione calcistica.